# František Synek
František Synek (7. března 1916 Háje u Příbrami – 11. února 2018 Praha) byl český učitel-elementarista, vysokoškolský pedagog (obor speciální pedagogika), speciální pedagog a logoped.

## Život
Po absolvování učitelského ústavu v Hořovicích v roce 1935 učil na řadě obecných a měšťanských škol, v letech 1946-1949 pracoval jako poradce pro volbu povolání ve Znojmě a Liberci. Od roku 1949 učil na zvláštní škole v Liberci, souběžně s tímto povoláním se věnoval logopedii a v roce 1962 se stal krajským logopedem. Dálkově vystudoval na Pedagogické fakultě Univerzity Karlovy v Praze u prof. Miloše Sováka obor speciální pedagogika (promován v roce 1955). V letech 1966-1977 pracoval jako odborný asistent na katedře speciální pedagogiky PedF UK, v roce 1969 se stal spoluzakladatelem Sdružení pro pomoc mentálně postiženým, v letech 1974-1979 byl jeho předsedou. Od roku 1980 pracoval jako výchovný logoped v mateřských školách v Praze na Žižkově a v Letňanech. Je autorem mnoha odborných článků a několika knih z oboru logopedie, výchovy řeči a prvního čtení určených rodičům a učitelkám mateřských škol a prvního stupně škol základních. Vedle své logopedické praxe se věnoval také výzkumu laterality a metodice levorukého psaní.

## Dílo
- Záhady levorukosti: Asymetrie u člověka (Praha: Horizont, 1991. ISBN 80-7012-054-1)
- Říkáme si s dětmi – Logopedické hříčky: K praktickým otázkám výchovy jazyka a řeči u malých dětí (Praha: ArchArt, 1994. ISBN 80-86638-04-9)
- Á Bé Cé Dé, kočka přede (Praha: ArchArt, 1994. ISBN 80-901500-1-2)
- Hlasy a hlásky: Rozvíjení a výchova řeči. Z praxe výchovného logopeda (Praha: ArchArt, 1995. ISBN 978-80-86638-12-6)
- Čí jsou písmena (Praha: ArchArt, 1996. ISBN 80-901500-7-1)